# 45-мм противотанковая пушка образца 1937 года (53-К)
45-мм противотанковая пушка образца 1937 года (сорокапятка, индекс ГАУ — 52-П-243-ПП-1) — советское полуавтоматическое противотанковое орудие калибра 45 миллиметров. Оно использовалось на первом этапе Великой Отечественной войны, но в связи с недостаточной бронепробиваемостью было заменено в 1942 году на более мощную пушку М-42 того же калибра. Окончательно пушка образца 1937 года была снята с производства в 1943 году; за 1937—1943 годы промышленность СССР изготовила 37 354 таких орудий.

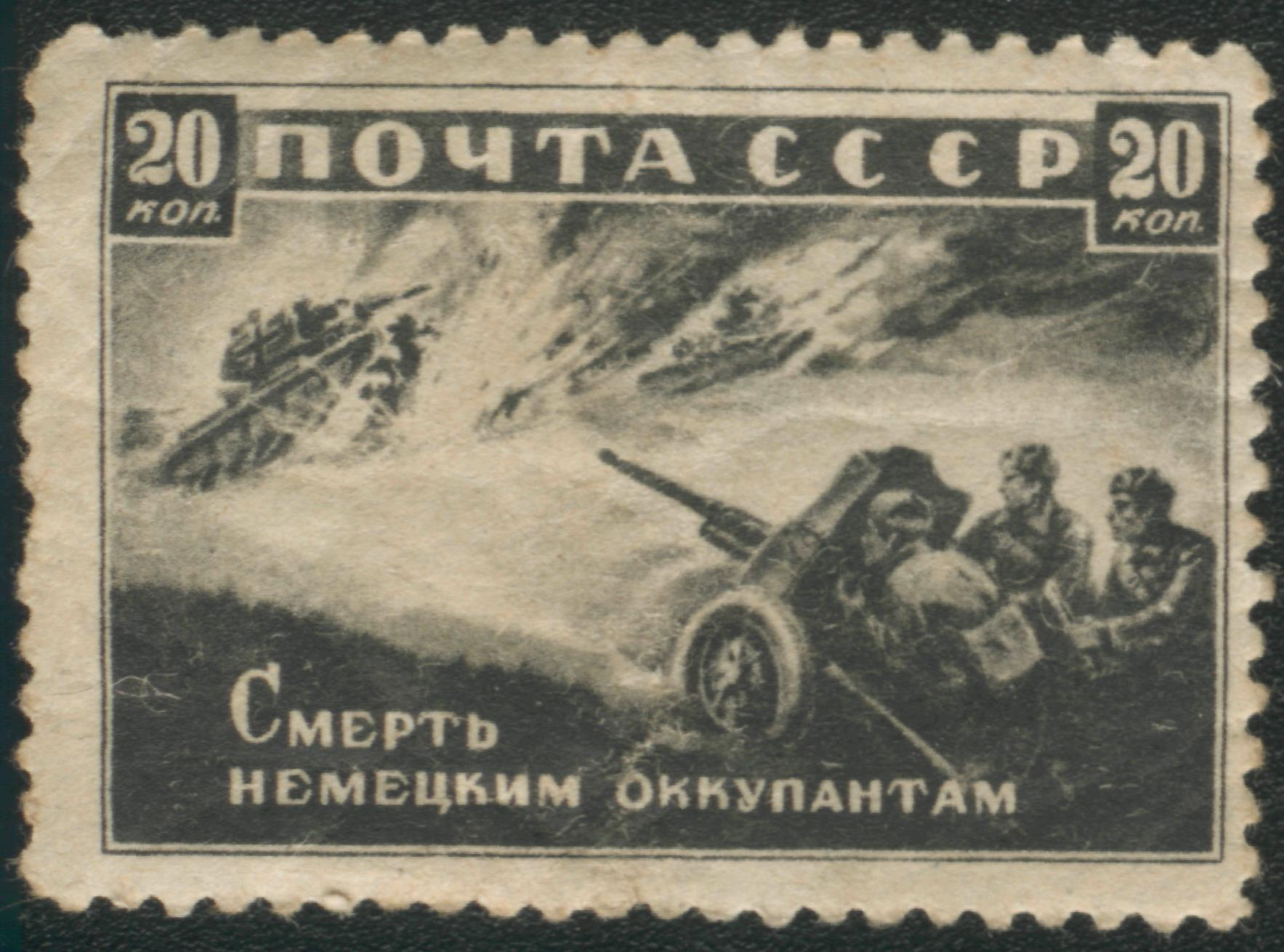
Сорокапятка против немецких танков на советской марке 1942

## История создания
45-мм противотанковая пушка образца 1937 года была создана в КБ завода № 8 в подмосковном Калининграде под руководством М. Н. Логинова путём доработки 45-мм пушки образца 1932 года, являющейся результатом наложения 45-мм ствола на лафет 37-мм противотанковой пушки образца 1931 года — лицензионной копии пушки фирмы «Рейнметалл».
Опытный образец новой 45-мм противотанковой пушки был изготовлен на заводе № 8 и получил заводской индекс 53-К. После заводских испытаний он был отправлен на НИАП. За время испытаний в августе — сентябре 1937 года было сделано 897 выстрелов, из них 184 с бетона. Система была испытана возкой на расстояние 684 км. Испытания стрельбой 45-мм пушка выдержала. При возке сломалась пружина подрессоривания.
В ноябре 1937 года завод № 8 изготовил опытную серию в 6 штук 45-мм пушек, которые отличались от штатных (образца 1932 года). Из шести опытных орудий № 1, 2, 3, 4, и 6 были предназначены для войсковых испытаний, а № 5 — для нужд завода. В декабре 1937 года — январе 1938 года эти пушки прошли заводские испытания на полигоне завода № 8.
22 января пушка № 3 (ствол № 0734) с передком Я-3 была отправлена на НИАП, куда прибыла 28 января. В ходе заводских испытаний на заводе из неё было сделано 605 выстрелов. После доставки сотрудники НИАПа разобрали пушку, а потом неправильно собрали, в результате чего часть деталей была приведена в негодность.

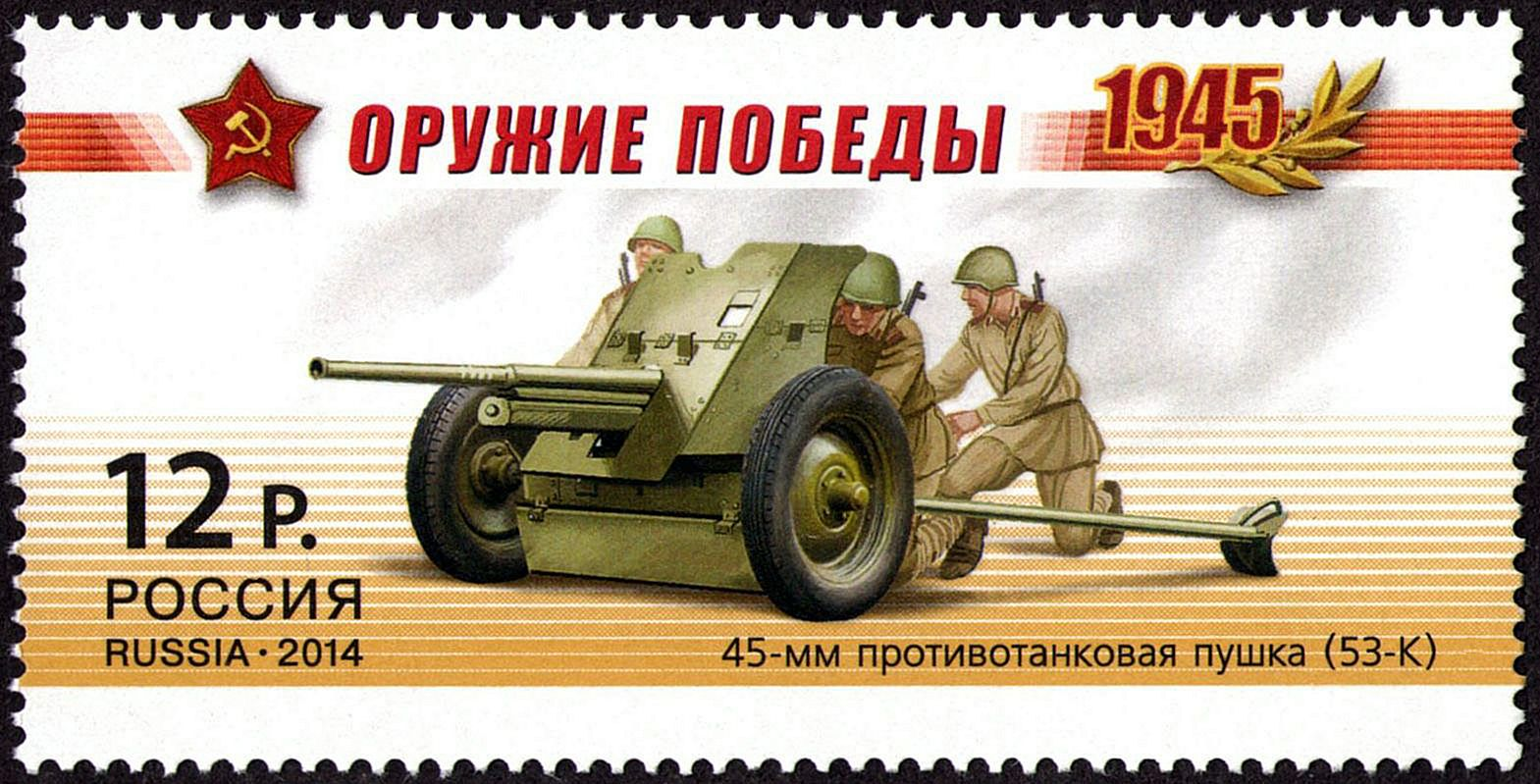
Почта России, 2014 г. Оружие Победы.

В ходе полигонных испытаний на НИАПе было сделано 1208 выстрелов (798 бронебойным и 419 осколочным снарядом). Скорострельность при ручном спуске одинакова у обеих (образцов 1932 и 1937 года) пушек при стрельбе без исправления наводки, а на кнопочном (механическом) спуске была на 13 % выше, чем у образца 1932 года при стрельбе бронебойными снарядами и на 6 % выше, чем при стрельбе осколочными снарядами. За время стрельб было отмечено 16 отказов полуавтоматики, в том числе 3 при осколочных снарядах и 13 при бронебойных. Часть отказов произошла из-за качества гильз. После 281-го выстрела сломался винт инерционного тела полуавтоматики. В целом работа полуавтоматики признана удовлетворительной.
В ходе полигонных испытаний система прошла 2074 км. Скорость возки по булыжнику 30—35 км/ч, по шоссе 50—60 км/ч, по пересечённой местности (без передка) 15—30 км/ч. При возке система была устойчива.
В начале 1938 года были проведены войсковые испытания трёх 45-мм пушек 53-К (№ 1, 2 и 4 опытной серии) с передками Я-3. В испытаниях участвовало 6 тягачей типа «Комсомолец». Во время войсковых испытаний сделано в среднем 450 выстрелов на ствол, при этом полуавтоматика работала безотказно. В ходе войсковых испытаний произведён пробег Москва — Харьков — Краснодар.

## Производство
После исправления мелких недостатков можно приступать к серийному производству пушки. 24 апреля 1938 года 53-К была принята на вооружение под названием 45-мм противотанковая пушка образца 1937 года. 6 июня 1938 года она была запущена на серийное производство.
Выпуск осуществлялся на заводе № 8 в Калинине. В конце 1940 года производство было остановлено и вновь возобновлено после начала войны. Сперва на прежнем месте, а после эвакуации предприятия — в Свердловске. В 1942—1943 годах 13 275 пушек выпустил завод № 172. В ноябре 1941 года к изготовлению пушек подключился завод № 235 в Воткинске, где по 1944 год было сдано 24 670 экземпляров.
| Производитель                         | 1938     | 1939 | 1940 | 1941 | 1942  | 1943  | 1944 | Всего     |
| ------------------------------------- | -------- | ---- | ---- | ---- | ----- | ----- | ---- | --------- |
| № 8 (Калининград, Московская область) | ок. 400  | 4536 | 2480 | 333  |       |       |      | ок. 7750  |
| № 8 (Свердловск)                      |          |      |      | 399  | 23    |       |      | 422       |
| № 172 (Молотов)                       |          |      |      |      | 8780  | 4495  |      | 13275     |
| № 235 (Воткинск)                      |          |      |      | 597  | 11143 | 12730 | 200  | 24670     |
| Всего                                 | ок. 400* | 4536 | 2480 | 1329 | 19946 | 17225 | 200  | ок. 46100 |

*из 3522 45-мм ПТ пушек

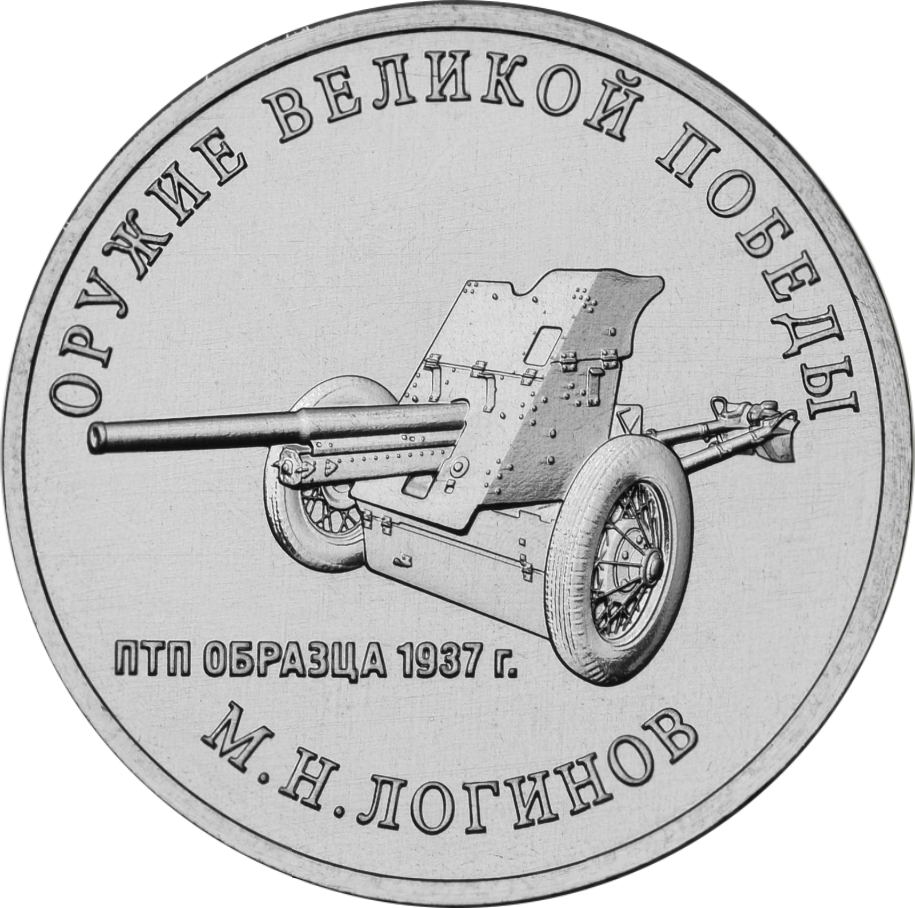
Монета Банка России. 25 рублей, реверс, анциркулейтед. Медно-никелевый сплав. Серия «Оружие Великой Победы (конструкторы оружия)». Конструктор М.Н. Логинов, 45-мм противотанковая пушка образца 1937 года (53-К).

На 1 января 1941 года на балансе ГАУ состояло 7255 орудий, из которых 85 требовало среднего ремонта, 9 капитального и 8 подлежали списанию.
На 22 июня 1941 в РККА имелось 7247 пушек из примерно 7400 выпущенных. Из остальных, часть орудий была передана НКВД и НКВМФ, а также поставлена на экспорт и потеряна в боевых действиях.
| 45-мм ПТ пушка | 7  | 8   | 9   | 10  | 11  | 12  | Всего |
| -------------- | -- | --- | --- | --- | --- | --- | ----- |
| обр. 1937      | 29 |     | 304 | 304 | 504 | 492 | 1329  |
| обр.1941       |    | 155 | 498 | 498 |     |     | 653   |
| Всего          | 29 | 155 | 604 | 198 | 504 | 492 | 1982  |

## Конструкция орудия

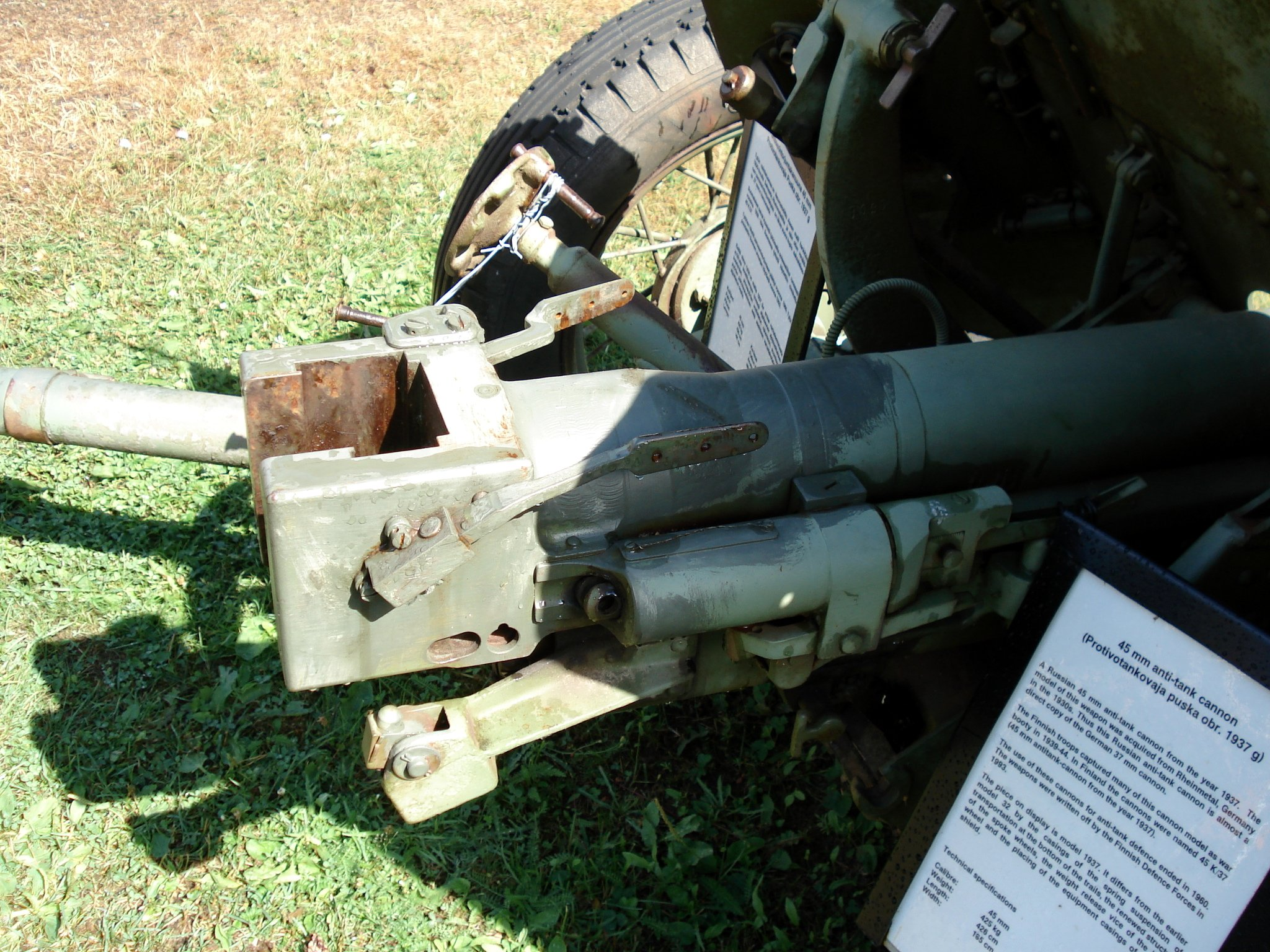
Казённая часть 53-К из финского музея в Пароле

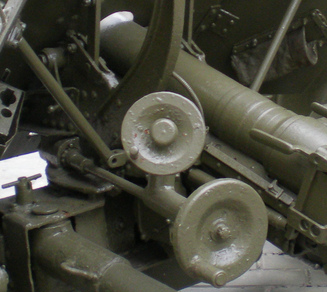
Маховики наводки пушки образца 1937 года

В отличие от предыдущих образцов орудий ПТО, клиновой затвор этой пушки снабжён механизмом полуавтоматики, в конструкции лафета введено подрессоривание колёсного хода, улучшены баллистические характеристики.
Отличия опытных орудий (образца 1937 года) от штатных (образца 1932 года):
1. Полуавтоматика затвора работала как при бронебойном снаряде, так и при осколочном, а у образца 1932 года только при бронебойном. Это достигалось путём принудительного взвода пружин полуавтоматики в момент выстрела;
2. Введён специальный кнопочный спуск от «колпачка», расположенного в центре штурвала подъёмного механизма;
3. Введено подрессоривание кривошипно-пружинного типа, впервые осуществлённое в СССР в этой системе;
4. Вместо деревянных колёс 45-мм пушки образца 1932 года поставлены автомобильные колёса по типу ГАЗ-А с губчатым каучуком. Колесо ЗИК-1 переделано из колеса автомобиля ГАЗ-А с мелкими изменениями в спицах;
5. Верхний станок представлял собой клёпано-сварную конструкцию из листовой стали, а у ПТП образца 1932 года верхний станок был литой;
6. Введён новый поворотный механизм;
7. Нижний станок новой конструкции и сварной.

## Организационно-штатная структура
Стрелковые соединения.
45-мм пушки образца 1937 года полагались по штату противотанковым взводам стрелковых батальонов Красной Армии (2 орудия), противотанковым батареям стрелковых полков (6 орудий) и противотанковым дивизионам стрелковых дивизий (12 или 18 орудий). Согласно штату 04/600 от 29.07.1941 оставшиеся целыми орудия оставили только на полковом уровне в истребительно-противотанковых батареях в количестве 6 штук, всего в СД таким образом было 18 единиц.
Артиллерия.
Они же были на вооружении отдельных истребительно-противотанковых артиллерийских частей (полков, бригад и единственной за всю историю ВОВ 1-й истребительно-противотанковой дивизии, чьё формирование происходило в конце мая 1942 года в Москве на основании Постановления ГКО № 1607 от 16.04.1942, Директивы Зам. НКО № орг/2/784837 от 25.05.1942 в составе 1-й, 2-й, 4-й истребительных бригад по штату 04/277), с полками, в составе которых было 4—5 4-орудийных батарей. ИПТАБры состояли из 3 ИПТАП, но могли иметь и другие типы орудий.

## Боевое применение

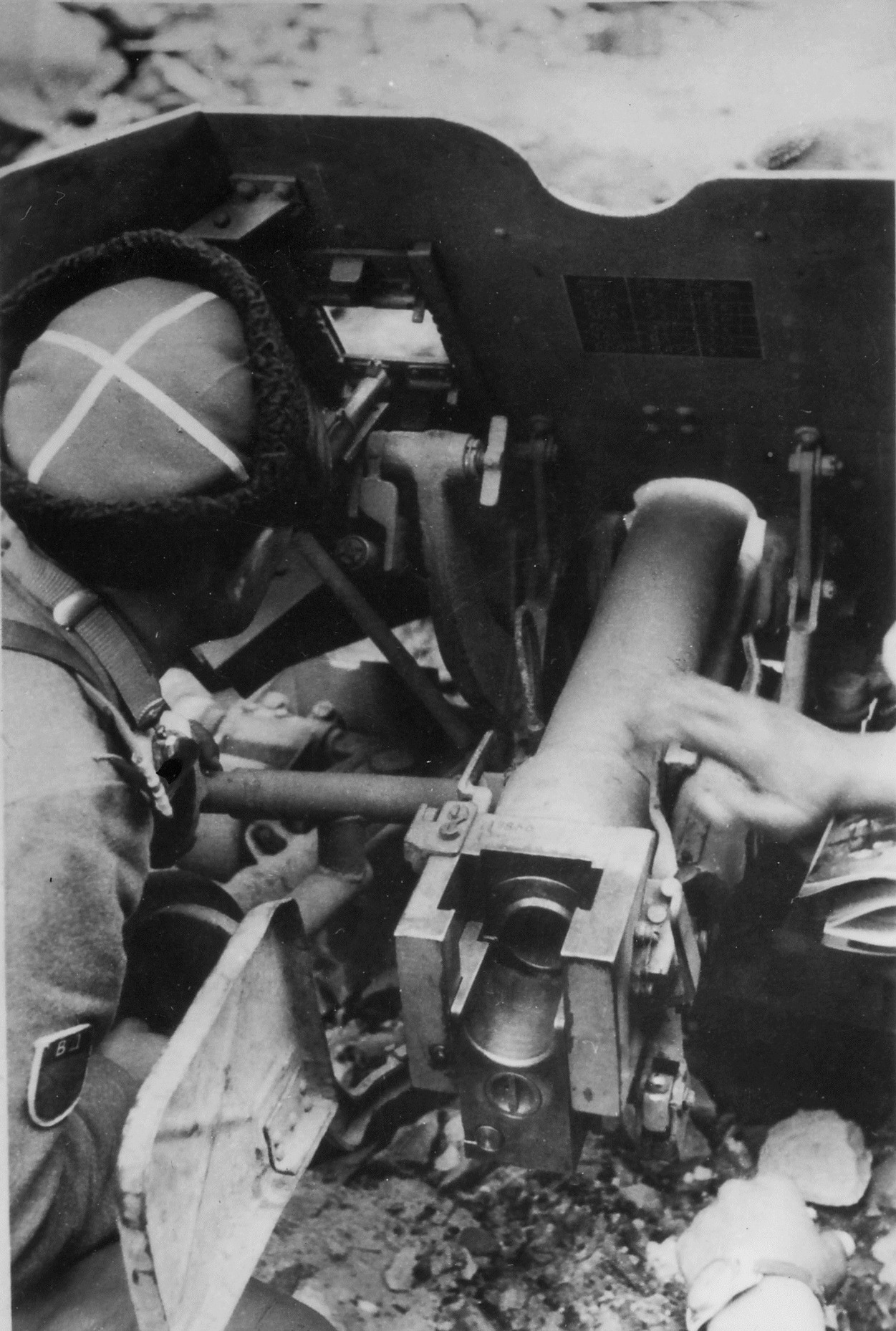
Трофейная 53-К 15-го казачьего корпуса СС во время Варшавского восстания, 1944

По состоянию на 22 июня 1941 года, на вооружении РККА находилось 16 621 штук 45-мм орудий.
Пушка предназначалась для борьбы с танками, самоходками и бронемашинами противника. Для своего времени её бронепробиваемость была вполне адекватной — по нормали на 500 м она пробивала 43-мм броню. Этого было достаточно для борьбы с бронетехникой, защищённой противопульной бронёй. Длина ствола орудия составляла 46 клб. Последующие, модернизированные, орудия калибра 45 мм имели большую длину.
Бронебойные снаряды некоторых партий, выпущенные с нарушением технологии производства в период до августа 1941 года не соответствовали характеристикам (при столкновении с преградой из броневой стали раскалывались примерно в 50 % процентах случаев), однако в августе 1941 года проблема была решена — в производственный процесс были внесены технические изменения (введены локализаторы).
Для улучшения бронепробиваемости на вооружение был принят подкалиберный 45-мм снаряд, пробивавший на дистанции 500 м по нормали 66-мм броню, а при стрельбе на дистанции кинжального огня в 100 м — броню 88 мм. Однако для более эффективного поражения бронецелей настоятельно требовалось более мощное орудие, которым стала 45-мм пушка М-42, разработанная и принятая на вооружение в 1942 году.
Орудие имело и противопехотные возможности — оно снабжалось осколочной гранатой и картечью. Осколочная 45-мм граната при разрыве даёт 100 осколков, сохраняющих убойную силу при разлёте по фронту на 15 м и в глубину на 5—7 м. Картечные пули при стрельбе образуют поражающий сектор по фронту на ширину до 60 м и в глубину до 400 м. Также к орудию полагались дымовые и бронебойно-химические снаряды. Последние предназначались для отравления экипажей танков и гарнизонов ДОТов, они содержали 16 граммов состава, который в результате химической реакции превращался в сильнодействующий яд — синильную кислоту HCN.
Недостаточная бронепробиваемость орудия (особенно в 1942 году, когда танки типов Pz Kpfw I и Pz Kpfw II вместе с ранними слабобронированными модификациями Pz Kpfw III и Pz Kpfw IV практически исчезли с поля боя) вместе с неопытностью артиллеристов иной раз приводили к очень тяжёлым потерям. Однако в руках опытных и тактически умелых командиров это орудие представляло серьёзную угрозу для вражеской бронетехники. Положительными его качествами были высокая мобильность и лёгкость маскировки. Благодаря этому 45-мм пушки образца 1937 года использовались даже партизанскими отрядами.
Известны случаи нестандартного применения этих орудий. Так, во время блокады Ленинграда линия фронта на этом участке на протяжении весьма длительного времени (с 1941 до 1944 года) оставалась относительно стабильной, а основным типом целей для советской артиллерии являлись неподвижные объекты (немецкие позиции, огневые точки, блиндажи и др.). В результате, в 311-й стрелковой дивизии РККА был разработан метод стрельбы из 45-мм противотанковых орудий на дальние дистанции с закрытых позиций (позднее, при подготовке к форсированию реки Висла этот метод использовали для ведения огня с позиций на восточном берегу реки Висла по немецким позициям на западном берегу реки).

## Характеристики и свойства боеприпасов
- Номенклатура боеприпасов 45×310 R:
  - бронебойный 53-Б-240
  - бронебойно-трассирующий 53-БР-240
  - бронебойно-трассирующий 53-БР-240СП (сплошной)
  - бронебойно-трассирующий подкалиберный 53-БР-240П
  - осколочный 53-О-240 (стальной)
  - осколочный 53-О-240А (сталистого чугуна)
  - картечь 53-Щ-240
  - дымовой 53-Д-240
  - бронебойно-химический

|                       |         |            |                         | Бронепробиваемость, мм | Бронепробиваемость, мм | Бронепробиваемость, мм | Бронепробиваемость, мм |
| тип снаряда           | вес, кг | вес ВВ, кг | начальная скорость, м/с | 100 м                  | 300 м                  | 500 м                  | 1000 м                 |
| --------------------- | ------- | ---------- | ----------------------- | ---------------------- | ---------------------- | ---------------------- | ---------------------- |
| Бронебойный БР-240    | 1,4     | —          | 760                     | 61                     |                        | 45                     | 35                     |
| Подкалиберный БР-240П | 0,85    | —          | 1070                    | 94                     | 82                     | 64                     | 40                     |

## Сохранившиеся экземпляры
До наших дней дошло немало 45-мм пушек, большей частью находящихся в музеях. Некоторые принимают участие в почётных мероприятиях.
Одно орудие установлено в сквере на площади Крестьянской заставы, в честь ознаменования 65-й годовщины Битвы под Москвой. Пушка была найдена в ходе поисковых работ на местах боевых действий Московского ополчения под Москвой, военно-патриотическим объединением «Столица», при содействии Военно-Мемориального управления МО РФ.
Экземпляр 45-мм противотанковой пушки 53-К можно увидеть в Музее отечественной военной истории в деревне Падиково Московской области, где он представлен среди других советских артиллерийских орудий.
Несколько экземпляров орудия представлены в экспозиции Музейного комплекса УГМК (г. Верхняя Пышма, Свердловская область).
Несколько экземпляров в рабочем состоянии есть и в историко-культурном комплексе «Линия Сталина» в Белоруссии.

## Галерея

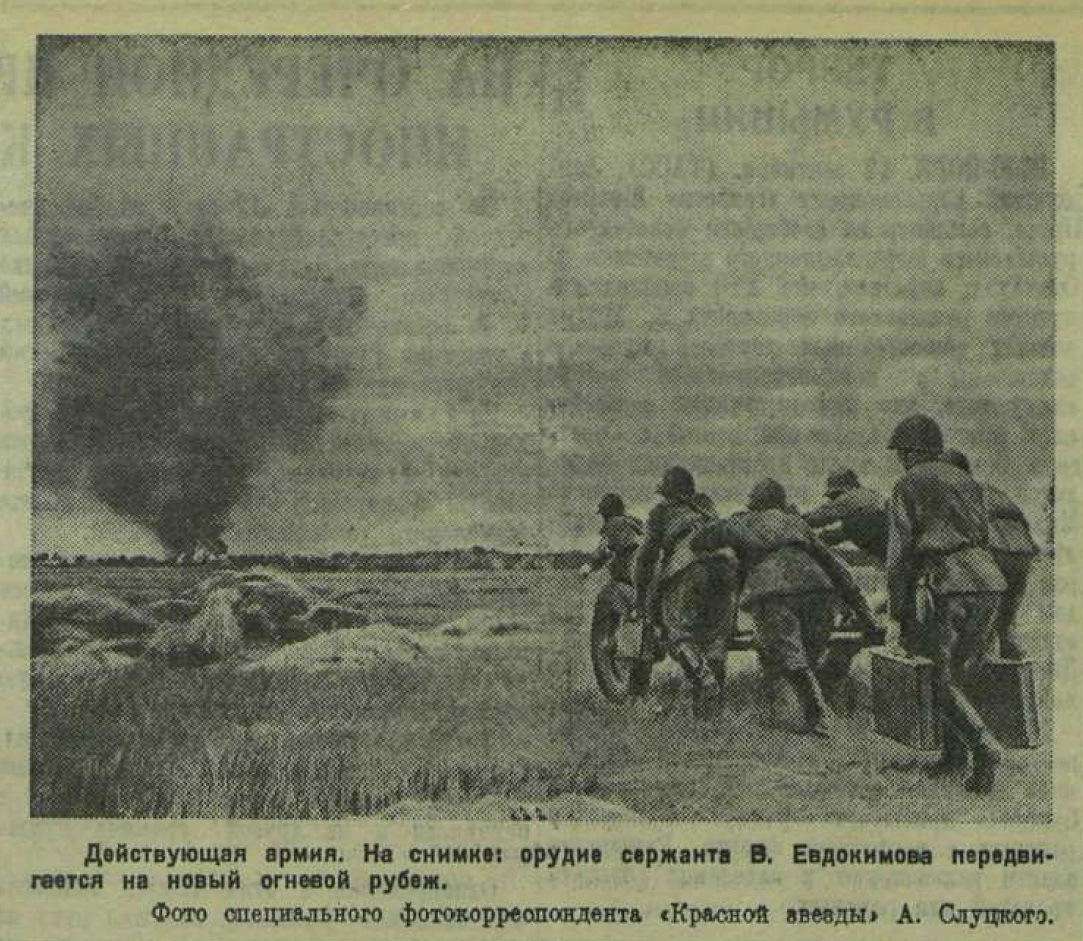
Орудие сержанта В. Евдокимова передвигается на огневой рубеж. 13 сентября 1941 г.
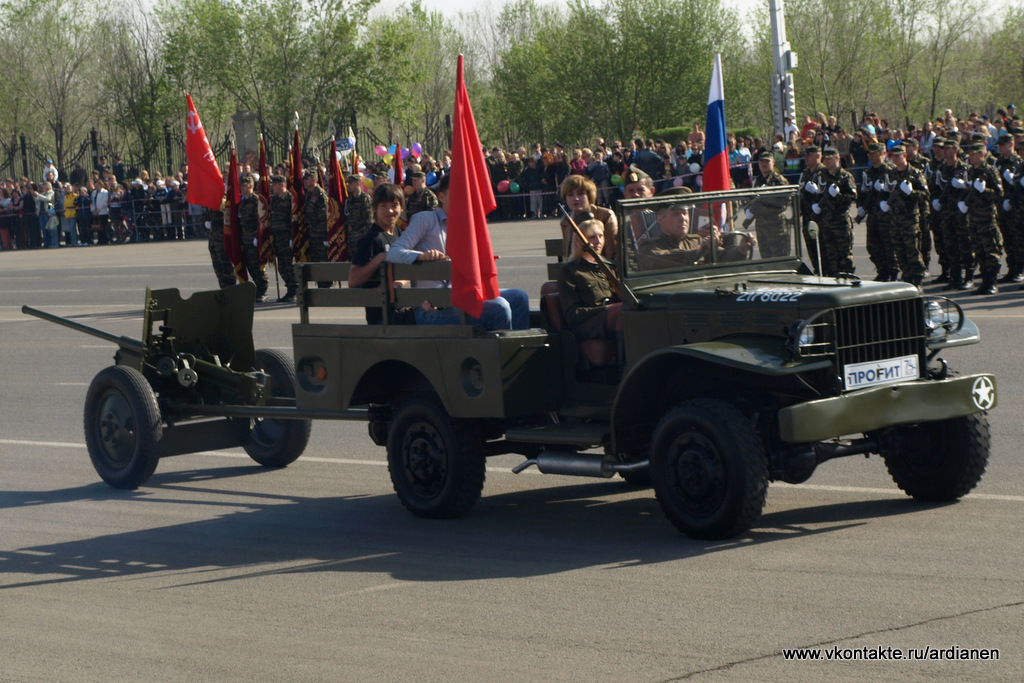
Новодельный макет 45мм пушки, буксируемый джипом Додж 3/4 на Параде Победы в Магнитогорске, 2010.
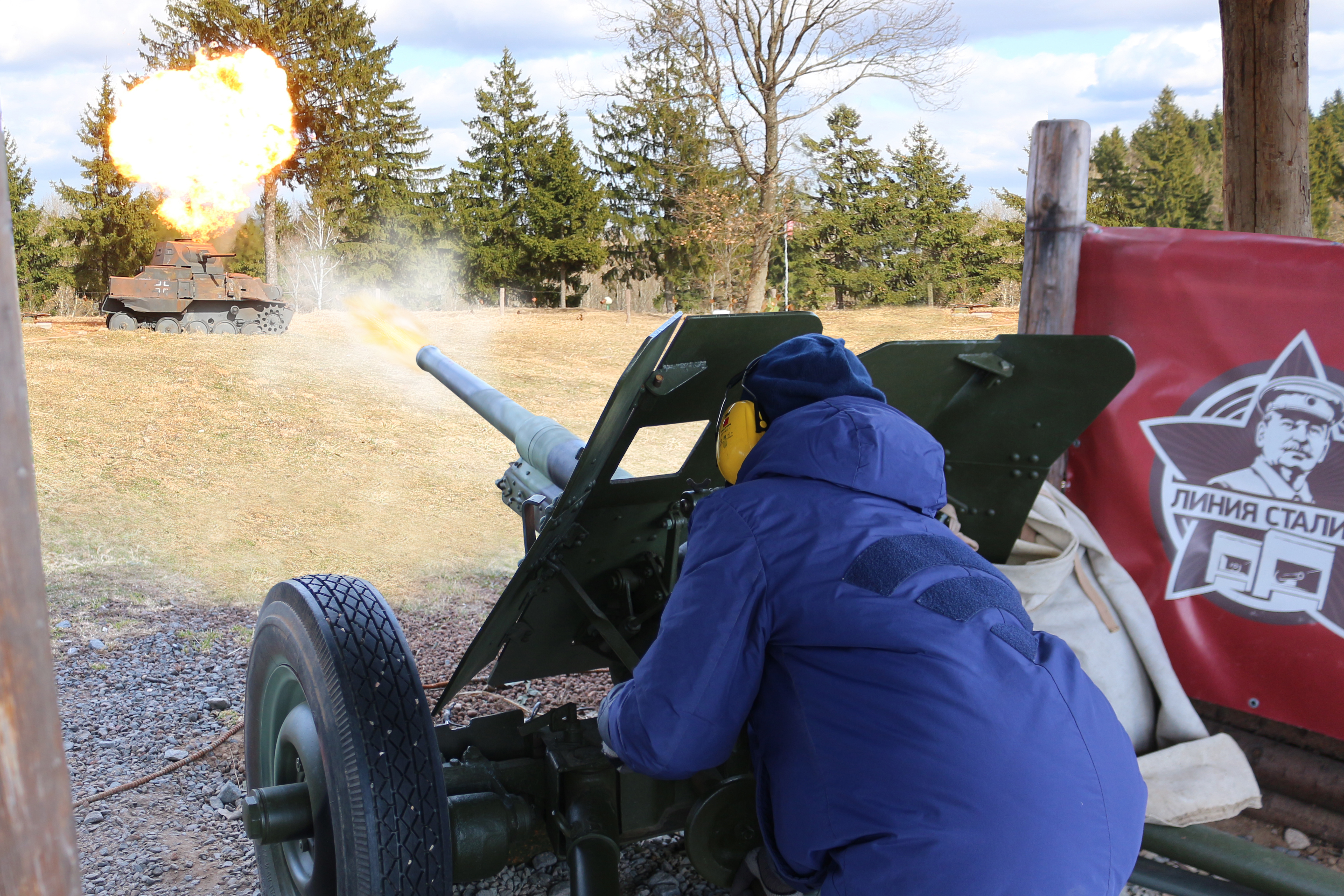
Стрельба из 45-мм пушки на стрелковой площадке ИКК "Линия Сталина"
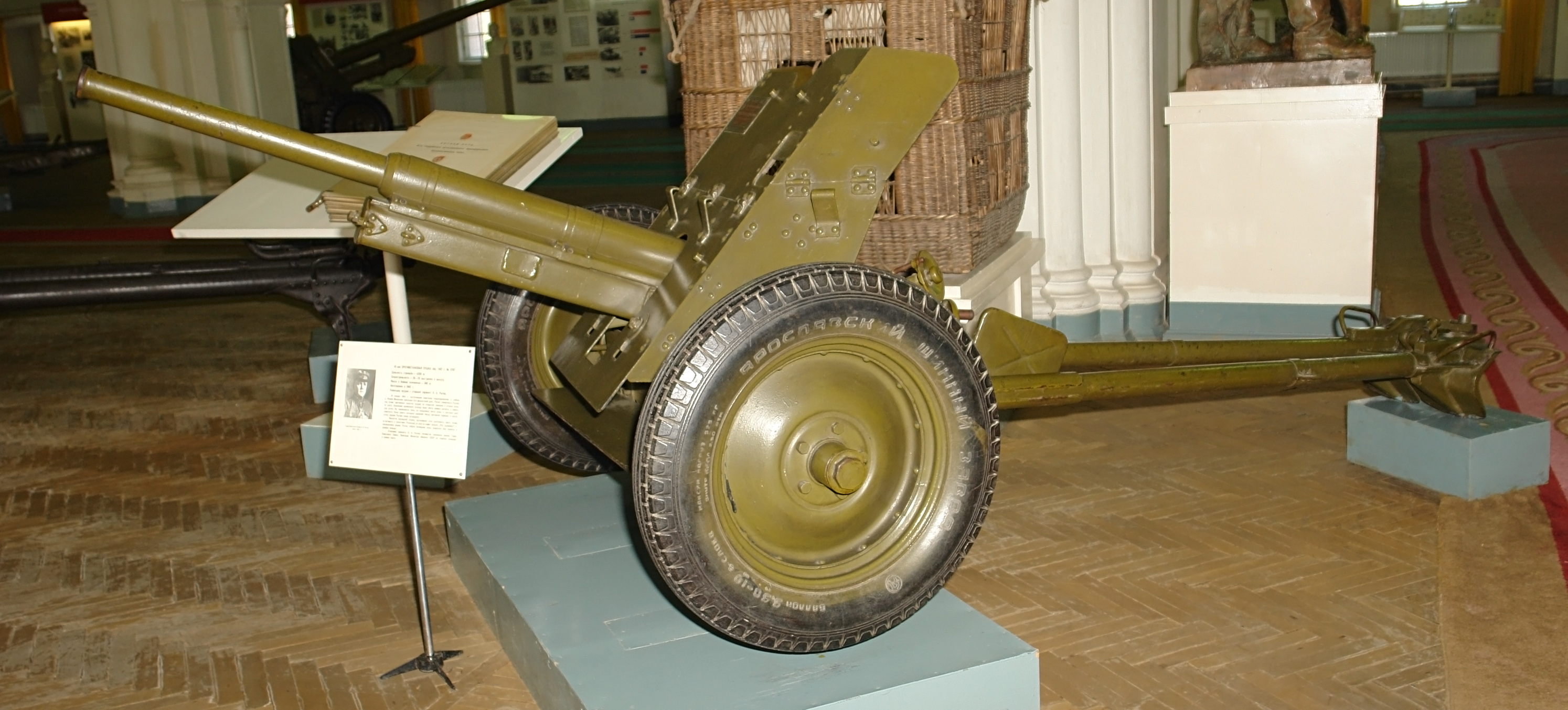
45-мм ПРОТИВОТАНКОВАЯ ПУШКА обр. 1937 г. № 3767. Военно-исторический музей артиллерии, инженерных войск и войск связи, Санкт-Петербург.
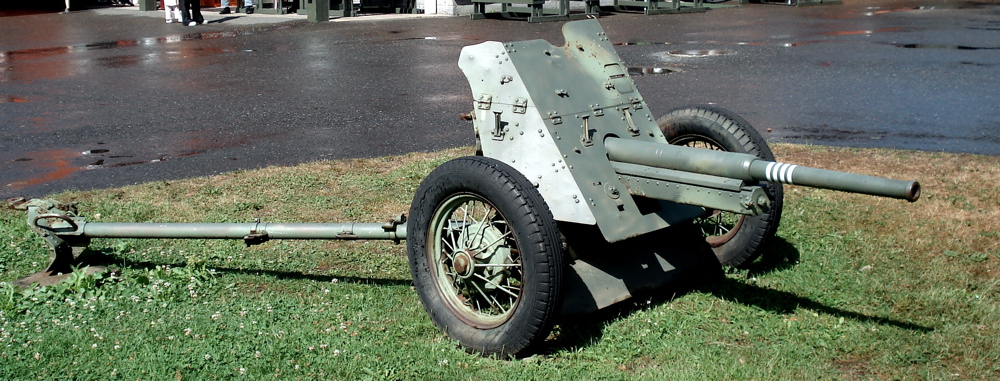
Soviet 45 mm anti-tank gun M1937, displayed in Finnish Tank Museum (Panssarimuseo) in Parola. Photo taken on July 14, 2006.